# Тураева, Ирина Владимировна
Ирина Владимировна Тураева (род. 23 марта 1959 года) — российский искусствовед, член-корреспондент Российской академии художеств (2017).

## Биография
Родилась 23 марта 1955 года.
Обучалась на факультете прикладной математики — процессов управления ЛГУ имени А. А. Жданова (1972—1975) и на факультете автоматики и вычислительной техники МЭИ (1976—1982).
С 1985 по 1994 годы — научный сотрудник, преподаватель спецкурсов: «Основы информационных технологий» и «Языки программирования СИ, СИ++, ПАСКАЛЬ» для профильных специальностей, разработка и внедрение курса «Введение в информатику» для гуманитарных специальностей на кафедре Прикладной математики и ИВЦ МЭИ.
С 1994 по 1996 годы — заместитель Президента Международного Центра Дизайна.
С 1996 по 1999 годы — заместитель директора Московского отделения фонда дизайна Грузии.
С 1999 по 2006 годы — заместитель директора Центра профессионального художественного творчества РАХ.
С 2006 по 2012 годы — ведущий научный сотрудник — руководитель отдела по связям с общественностью и СМИ Московского музея современного искусства, ответственный секретарь научно-издательского отдела музея (с 2012 года по настоящее время).
В 2014 году подписала Коллективное обращение деятелей культуры Российской Федерации в поддержку политики президента РФ В. В. Путина на Украине и в Крыму.
В 2017 году избрана членом-корреспондентом Российской академии художеств по Отделению искусствознания.
Советник президента Российской академии художеств, член экспертной группы Президиума Российской академии художеств, член Научно-методического совета по художественному образованию при Президиуме РАХ.
Член Ассоциации искусствоведов, Союза художников России, Союза художников Москвы, Объединения московских скульпторов.

## Научный редактор
- XIV Алпатовские чтения. «Творчество З. К. Церетели в контексте развития искусства XX—XXI веков» (к юбилею художника) /Автор Елена Церетели, редактор Ирина Тураева. М.: Творческие мастерские, 2005. — 436 стр.
- Президент Российской академии художеств, Посолы доброй воли ЮНЕСКО З. К. Церетели. /Автор Елена Церетели, редактор Ирина Тураева, перевод на англ. язык Л.Федоровская, перевод на франц. язык С.Перле. М.: Творческие мастерские, 2005. — 344 стр.
- Персональные выставки З. К. Церетели: отзывы. /Автор Елена Церетели, редакторы Татьяна Кочемасова, Ирина Тураева. М.: Творческие мастерские, 2005. — 496 стр.
- Аполог. Зураб Церетели. Автор-сост. Елена Церетели, творческий коллектив Т.Кочемасова, Е.Романова, Л.Евдокимова, Н.Мухина, И.Тураева, Д.Борисова, Л.Андреева. М.: Творческие мастерские, 2008. — 560 стр.
- Монумент, посвященный борьбе с международным терроризмом: Monument to the struggle againts world terrorism. /Авторы Елена Церетели, Василий Церетели, редакторы Татьяна * * * Кочемасова, Ирина Тураева, перевод на англ. язык Л.Федоровская. М.: Творческие мастерские, 2005. — 176 стр.
- Монумент, посвященный борьбе с международным терроризмом: Monument to the struggle againts world terrorism. /Авторы Елена Церетели, Василий Церетели, редакторы Татьяна Кочемасова, Ирина Тураева, перевод на англ. язык Л.Федоровская, Т.Пушкарева. М.: Творческие мастерские, 2006. — 208 стр.

### Автор-составитель
- Кто есть кто в современной культуре. Эксклюзивные биографии. — Выпуск 1-2. — Церетели Зураб Константинович: словарная статья / Авторы-составители: С. М. Семенов, И. В. Тураева, Р. В. Пигарев. М.: МК-Периодика, 2006—2007.
- Кто есть кто в современной России. Раздел «Цвет нации». — Выпуск 1. — Церетели Зураб Константинович: словарная статья / Авторы-составители: С. М. Семенов, И. В. Тураева. М.: 2017.

## Награды
- Благодарность Министра культуры Российской Федерации (2015)